# Casa Tarruell
La Casa Tarruell és un edifici del municipi de Sant Cugat del Vallès (Vallès Occidental) al nucli de la Floresta, que forma part de l'Inventari del Patrimoni Arquitectònic de Catalunya.

## Descripció
És una torre d'estiueig amb caràcter majestuós. Consta de dues plantes. Una baixa dedicada a soterrani i la superior per a habitatge. A l'habitatge s'hi accedeix per una escalinata. Presenta unes característiques estilístiques neoclàssiques o a l'estil de renaixement del XVII italià, tant en composició general amb l'aspecte d'edifici, com en detalls ornamentals com les motllures de les finestres i del fris que fa la volta a l'edifici per sota de la cornisa. Es mostra la influència de l'exposició internacional de 1929. Culminació del neoclàssic de la Floresta dels anys 30.

## Història
Gaietà Tarruell va construir el seu xalet damunt mateix de la carena. Era constructor d'obres que participava amb les del ferrocarril i va comprar un llot important de terrenys de Can Busquets on hi edificà diversos xalets.